# Marcelo Allende
Marcelo Iván Allende Bravo (ur. 7 kwietnia 1999 w Santiago) – chilijski piłkarz występujący na pozycji ofensywnego pomocnika, reprezentant Chile, od 2022 roku zawodnik południowoafrykańskiego Mamelodi Sundowns.